# Wojciech Samotij
Wojciech Samotij – polski matematyk zajmujący się kombinatoryką i teorią Ramseya.

## Życiorys
W 2007 uzyskał podwójne magisterium na Uniwersytecie Wrocławskim z matematyki i informatyki. W 2010 doktoryzował się na University of Illinois w Urbana-Champaign napisanej pod kierunkiem Józsefa Balogha pt. Extremal Problems In Pseudo-random Graphs And Asymptotic Enumeration. W latach 2010–2014 stypendysta Trinity College na Uniwersytecie w Cambridge. Obecnie starszy wykładowca na Uniwersytecie w Tel-Awiwie. Swoje prace publikował m.in. w "Random Structures & Algorithms", "Journal of the American Mathematical Society" oraz "Israel Journal of Mathematics".
W 2013 Samotij został laureatem Nagrody im. Kazimierza Kuratowskiego oraz European Prize in Combinatorics.